# ベンガルトラ
ベンガルトラ（英語: Bengal tiger, 学名: Panthera tigris tigris）は、ネコ科の動物の一種トラの中で、インドに分布する亜種である。これはトラを8または9亜種に分類する説にもとづくもので、亜種を大きく2つにまとめる説では、ユーラシア大陸の亜種の中の一集団とされる。インドとバングラデシュの国獣である。ロイヤル・ベンガルトラと呼ばれることがある。

## 特徴
全長オス270 - 310センチメートル、メス240 - 265センチメートル。体重オス180 - 258キログラム、メス110 - 160キログラム。体毛は短い。トラの中ではアムールトラに次ぐ2番目の大きさである。体色はオレンジや赤褐色で、腹は黒い。頬や耳介の内側は白い体毛で被われている。縞は少なく、肩や胸に縞がない場合もある。
体長ではアムールトラに負けるが、体高では上回っている。これは茂みや草地に身を隠し、獲物を待ち伏せる習性と、ロシアと違い、温暖なインドでは冬場に草が枯れることが少ない為、背丈の高い草に紛れ、草より高い視点から獲物との視界を確保する為に上背が伸びたとも云われている。

## 分布
インド、ネパール、バングラデシュ、ブータン。
トラの古い化石は中国とジャワ島から約200万年前のものが見付かっているが、インドでのトラの化石は更新世の末に下る。インドへの進入は約1万2千年前とする説があり、遺伝的な距離から亜種の分化を推定した研究もこれを支持する。
20世紀に絶滅の危機にさらされたが、1970年代からはじまった保護政策により頭数が回復した。全ての野生のトラのおよそ半数はベンガルトラである。しかし、保護区の間の行き来がなく、少数の個体の中だけで繁殖を続けなければならないため、長期的な存続については遺伝的に危うい状態にある。
1992年の報告では、インドに約3000頭、バングラデシュに約300頭、ネパールに約100頭、中華人民共和国に約300頭と言われている。インドのトラの個体数は、2010年に1,706〜1,909と推定されている。2018年までに、生息数は推定2,603〜3,346頭に増加した。バングラデシュでは約300〜500頭、ネパールでは220〜274頭、ブータンでは103頭と推定されている。

## 生態
森林を中心に湿地帯の草原や川辺の藪などにも生息する。基本単独生活で、オスは森林内に縄張りを持ち、メスはパートナーのオスの縄張りと隣接する場所で暮らし、そこで子育てをメスのみで行う。水場が好きで、体温を下げたり、水場にやってくる獲物を狙う為にそこに潜む場合が多い。
獲物を見つけると、静かに待ち伏せしつつ接近し、一気に襲いかかって獲物に大きな攻撃を加える。大小の草食動物を標的とし、獲物はアクシスジカ、サンバー、イノシシ、ブラックバック、スイギュウ、ガウルが多く、ドール、ツキノワグマ、ナマケグマ、ワニも獲物として襲う。場合によっては自分の10倍以上もあるインドゾウやインドサイにすら襲いかかる。ラングールやアカゲザルといったサル類や、クジャクなどの大型鳥類、大型のトカゲやヘビといった爬虫類、バッタのような大型昆虫も獲物となる。
獲物を競合する関係にあるのは同地域に住むヒョウや、ドールだが、こういった大型の肉食動物を襲うこともある。しかし、ドールとは互いに牽制し合って追い払われる場合があったり、ナマケグマを襲撃した個体が反撃にあって撤退する場合もある。

## ホワイトタイガー

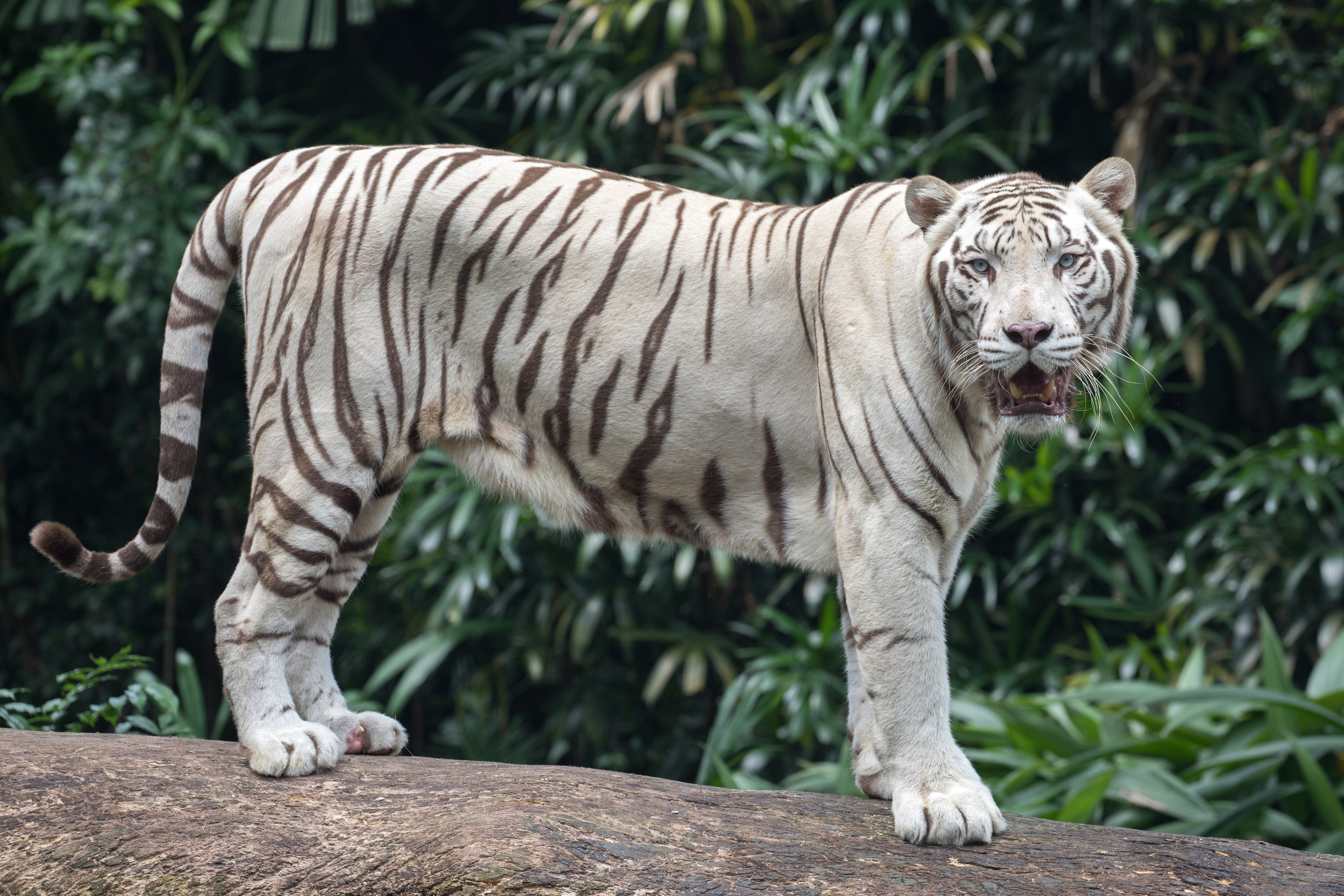
ホワイトタイガー

ホワイトタイガー（英: White tiger、学名: Panthera tigris tigris var）は、アルビノとは異なり、ベンガルトラの白変種である。そのため、正式には「ベンガルトラ白変種」と言う。　　　　
体毛は、普通のトラでは黄色になる部分が白色またはクリーム色であり、そこに薄い黒縞模様であるが、縞模様は個体によっては、茶色だったりほとんど見えない色だったりする場合もある。元々トラは北方の寒冷地で誕生した（トラの北方起源説）とされ、白変種の遺伝子を持っているがこの特徴が発露するのは10,000頭に一頭ともされている。
ホワイトタイガーの起源は1951年にインドで捕獲された1頭のオスのベンガルトラであるという。こうしたホワイトタイガーはインドでは神聖なものとされている。なお、白虎と同一視されることがあるが、姿形が似ているだけで全くの別物である（白虎はあくまで想像上の動物である）。また近年はサーカスの目玉として脚光を浴びた。現在も各地の動物園で飼育されている。しかし野生のトラ自体の個体数が少なくなっている上、白い毛皮がカモフラージュの役目を果たさないため幼獣の時点で淘汰されやすいことから、野生で見られるのは稀であり、1958年に殺された個体以降目撃例も途絶えている。
飼育下にあるホワイトタイガーは世界に約200頭いるが、その全てが近親交配によるものであり、なんらかの遺伝的疾患を抱えていることが多い。同じ理由で、飼育下で産まれたホワイトタイガーのうち約八割が幼くして死亡するという。
日本でホワイトタイガーを見られる動物園としては、東武動物公園（閉鎖した宝塚ファミリーランドから移籍）やしろとり動物園、東北サファリパーク、姫路セントラルパーク、アドベンチャーワールド、九州自然動物公園アフリカンサファリなどがある。